# Можаров, Михаил Игоревич
Михаил Игоревич Можаров (род. 19 октября 1990) — российский шахматист, гроссмейстер (2014).
Воспитанник СДЮСШОР имени Тиграна Петросяна. Окончил РГСУ.
Обладатель Кубка мэра Москвы по блицу 2014. 
В составе клуба ШСМ «Наше Наследие» (Москва) серебряный призёр командного чемпионата России 2014.

## Спортивные достижения
| Год  | Город   | Турнир                                         | + | − | = | Результат | Место |
| ---- | ------- | ---------------------------------------------- | - | - | - | --------- | ----- |
| 2007 | Шибеник | 17-й чемпионат Европы среди юношей (до 18 лет) | 5 | 1 | 3 | 6½ из 9   | 4—7   |
| 2014 | Ченнай  | 7-й международный турнир                       | 6 | 1 | 3 | 7½ из 10  | 3     |

## Изменения рейтинга
| Графики недоступны из-за технических проблем. См. информацию на Фабрикаторе и на mediawiki.org. |